# No Policy
No Policy è l'unico EP del gruppo hardcore punk statunitense State of Alert, che aveva il futuro Black Flag Henry Rollins come frontman. L'EP fu pubblicato nel marzo 1981 da Dischord Records ed è considerato fondamentale per la transizione dal punk tradizionale di Ramones e Sex Pistols all'hardcore punk.

## Tracce
- Tutte le tracce scritte da Henry Rollins.

1. Lost in Space - 0:43
2. Draw Blank - 0:36
3. Girl Problems - 0:48
4. Blackout - 0:44
5. Gate Crashers - 1:03
6. Warzone - 0:51
7. Riot - 0:41
8. Gang Fight - 0:59
9. Public Defender - 1:12
10. Gonna Have to Fight - 0:43

## Formazione
- Henry Rollins - voce
- Mike Hampton - chitarra
- Wendel Blow - basso
- Simon Jacobsen - batteria